# Phragmipedium longifolium
Espèce
Phragmipedium longifolium est une espèce d'orchidées du genre Phragmipedium originaire d'Amérique du Sud.